# Ivanić-Grad
Ivanić-Grad est une ville et une municipalité située dans le comitat de Zagreb, en Croatie. Au recensement de 2001, la municipalité comptait 14 723 habitants, dont 95,44 % de Croates et la ville seule comptait 7 714 habitants.

## Localités
La municipalité de Ivanić-Grad compte 22 localités : 
| - Caginec - Deanovec - Derežani - Donji Šarampov - Graberje Ivaničko - Greda Breška - Ivanić-Grad - Jalševec Breški - Lepšić - Lijevi Dubrovčak - Opatinec | - Posavski Bregi - Prečno - Prerovec - Prkos Ivanićki - Šemovec Breški - Šumećani - Tarno - Topolje - Trebovec - Zaklepica - Zelina Breška |